# 네그리토

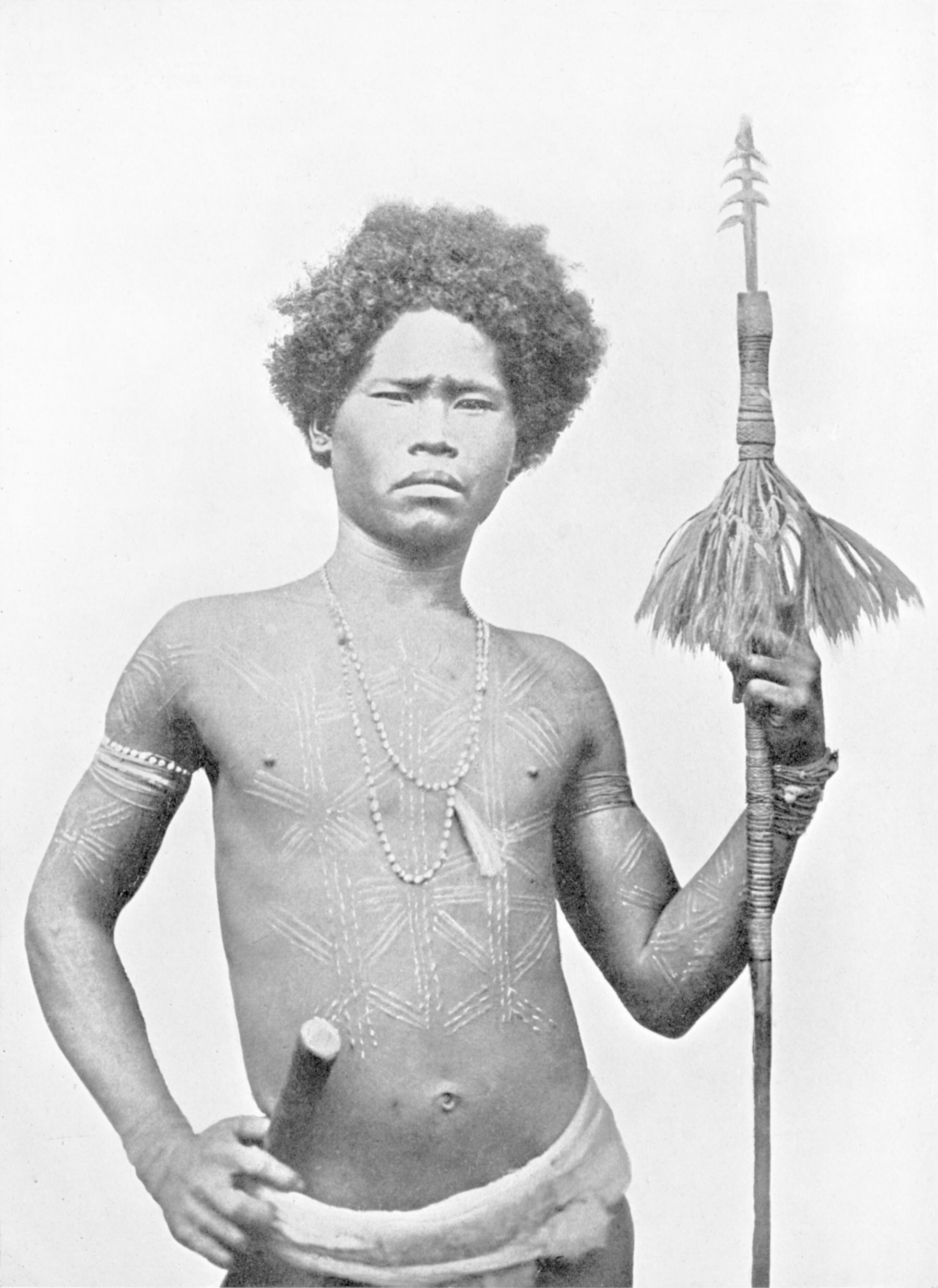
루손섬의 한 아에타족(네그리토) 남성

네그리토(Negrito)는 동남아시아에서 뉴기니섬에 걸쳐 사는 소수 민족을 말하며, 이 지역에 말레이계 민족이 퍼지기 전에 있었던 원주민이라고 생각된다. 안다만 제도의 원주민족들(대안다만족, 옹게족, 자라와족, 센티넬족), 말레이반도 내륙의 세망족, 태국 남부의 마니족, 필리핀의 아에타족, 아티족, 마만와족 등 4개 이상의 민족 등이 네그리에 포함된다. 뉴기니에 사는 비슷한 형질의 집단은 네그리토와는 별도로, "멜라네시아 피그미"로 불렸다.

## 기원

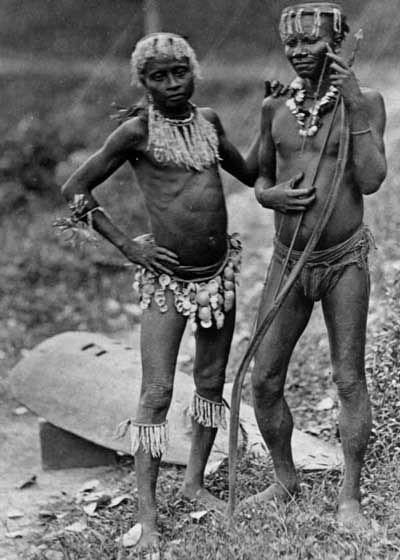
안다만 제도의 원주민인 대안다만인 부부, 1875년

인지된 물리적 유사성에 기반하여 네그리토는 한때 밀접하게 관련된 사람들의 단일 인구로 간주되었다. 그러나 현대의 유전학적 연구에 따르면 동아시아계와 파푸아계의 경계선상에 위치하여 여러 개의 분리된 집단으로 구성되어 있음을 시사하며 서로 유전적 이질성을 보인다. 그들은 대체로 오스트로네시아 민족으로 대체되거나 흡수되거나 지리적으로 고립된 지역에서 소수 집단을 형성한다.

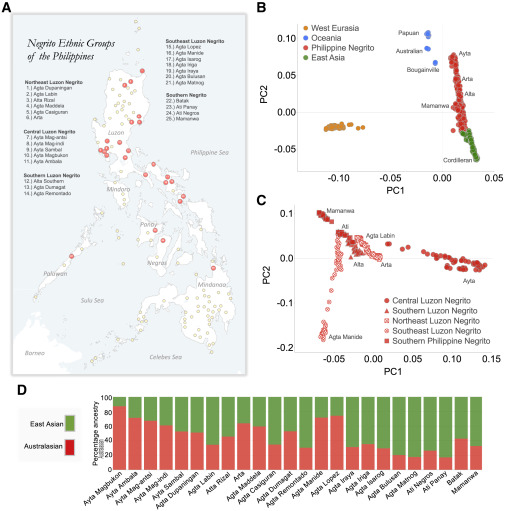
네그리토 샘플을 포함하여 유라시아 인구에 대해 계산된 PCA. 고대 및 현대 네그리토는 단일 인구 그룹을 형성하지 않고 동아시아인과 파푸아인 사이의 경계선을 따라 위치한다.

최근 여러 연구에 따르면 네그리토로 분류된 다양한 그룹이 동아시아인과 파푸아인 사이의 경계선에 존재한다는 사실이 밝혀졌다. 안다만 사람들은 대부분 "기저 동아시아인 계통"이며 중국 북부의 톈위안인(Tianyuan man)과 같은 고대 동아시아 표본을 포함하여 현대 동아시아인과 가장 가까운 것으로 밝혀지지만 오스트랄라시아인과는 분명히 구별된다. 동아시아계 인구와 오스트랄라시아인(파푸아인 등)은 기원전 58,000년에 분리된 것으로 추정된다.
일부 연구에서는 유전적 증거가 안다만 제도, 말레이 반도 및 필리핀의 "네그리토" 그룹 간의 특정 공유 조상 개념을 반박하기 때문에 각 그룹을 별도로 고려해야 한다고 제안했다.

## 갤러리
- 필리핀 파나이섬의 아티 여인, 2007년
- 말레이시아의 오랑 아슬리 중 하나인 바텍족
- 자신의 아이를 안고 있는 옹게족 여성, 1905년 안다만 제도

## 같이 보기
- 오스트레일리아 인종
- 멜라네시아인
- 피그미족